# Sebastian Werro

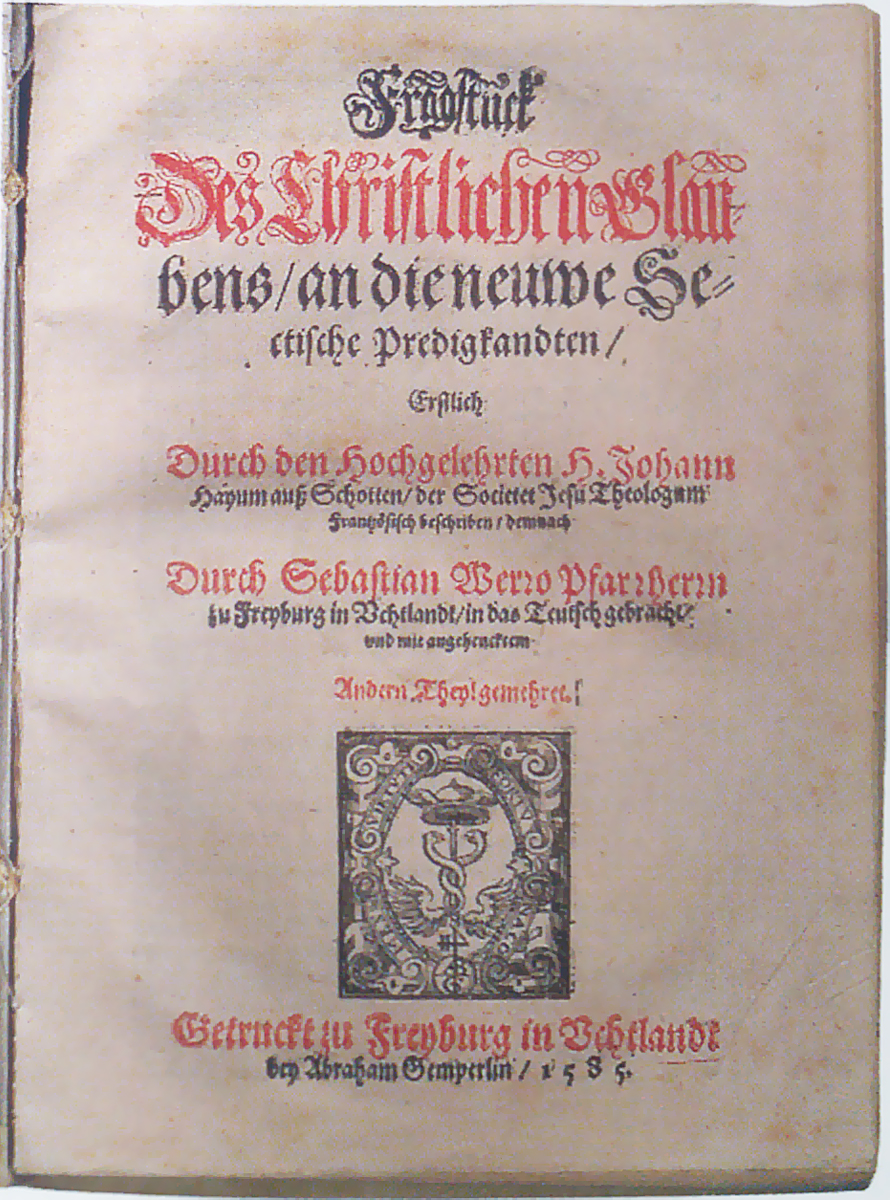
Das ältest-bekannte Druckwerk Freiburgs: Fragstück des Christlichen Glaubens etc., 1585

Sebastian Werro (* 8. Februar 1555; † 27. November 1614) war ein Schweizer katholischer Geistlicher und Führer der Katholischen Reform, der in Freiburg im Üechtland lebte und arbeitete. 
Er wirkte zwischen 1593 und 1615 als Propst an der Kathedrale St. Nikolaus, von 1598 bis 1600 als Stellvertreter des abwesenden Bischofs des Bistums Lausanne, Claude de Granier (1538–1602; Bischof 1579–1602), der zur Zeit der Reformation nach Savoyen geflohen war.

## Werke
- Christliche Haußordnung vnd Vnderrichtung zu Gottßforcht. Druck Abraham Gemperlin, Freiburg i. Üe. 1585
- Warhafftige Histori und Beschreibung vom Leben und Absterben der durchleuchtigsten hochgebornen Fürstin und Frauwen Marie, weilandt Hertzogin zu Placentz unnd Parma. Allen frommen Christen zum Exempel eines gottseligen Wandels, gantz lustig zu lesen. Jetzundt aber zum andern mahl Teutsch in Truck aussgangen. Druck Abraham Gemperlin, Freiburg i. Üe. 1586
- Epithalamium animae christianae. Communion Gebett vor unnd nach Empfahung deß hochwürdigen Fronleichnams unsers Herzen Jesu Christi betrachtungs weiß nutzlich zusprechen.  Druck Abraham Gemperlin, Freiburg i. Üe. 1598
- Chronica Eccelesiae et Monarchiarum a condito mundo / Sebastiani Ve4ronii, praepositi fribourgensis in Helvetia, S. theologiae doctoris. Nunc primum nova methodo elucubrata. Druck Wilhelm Maess, Freiburg 1599
- Statüta synodialia dioeccesis lausanensis anno 1599 / Promulgabat Sebastianus Verronius S. Theologiae doctor, eccesiae friburgensis praepositus, et sede vacante vicarius generalis. Druck Wilhelm Maess, Freiburg 1599
- Der blüende Eosenkrantz Marie, in welchem ihr gantz Leben kurtzlich begriffen stehet. Druck Etienne Philot, Freiburg i. Üe. 1611